# Jan van Amstel
Jan van Amstel nebo Jan de Hollander (asi 1500 Amsterdam – asi 1542 Antverpy) byl holandský malíř severské renesance.

## Životopis
Jan van Amstel se narodil v Amsterdamu, v roce 1528 se přestěhoval do Antverp. V tomto roce se stal členem antverpského cechu svatého Lukáše. Oženil se s Adrianou van Doornicke. Po její smrti se znovu oženil a s druhou ženou měl v roce 1544 syna, budoucího malíře Gillise van Coninxloo. Jan van Amstel byl pravděpodobně starší bratr Pietera Aertsena a švagr Pietera Coecke van Aelst. Zemřel v Antverpách. Jan van Amstel je možná totožný s Brunswickým monogramistou, jehož poslední obraz Nasycení chudých nebo nasycení pěti tisíc je signován J. V. AMSL.

## Galerie

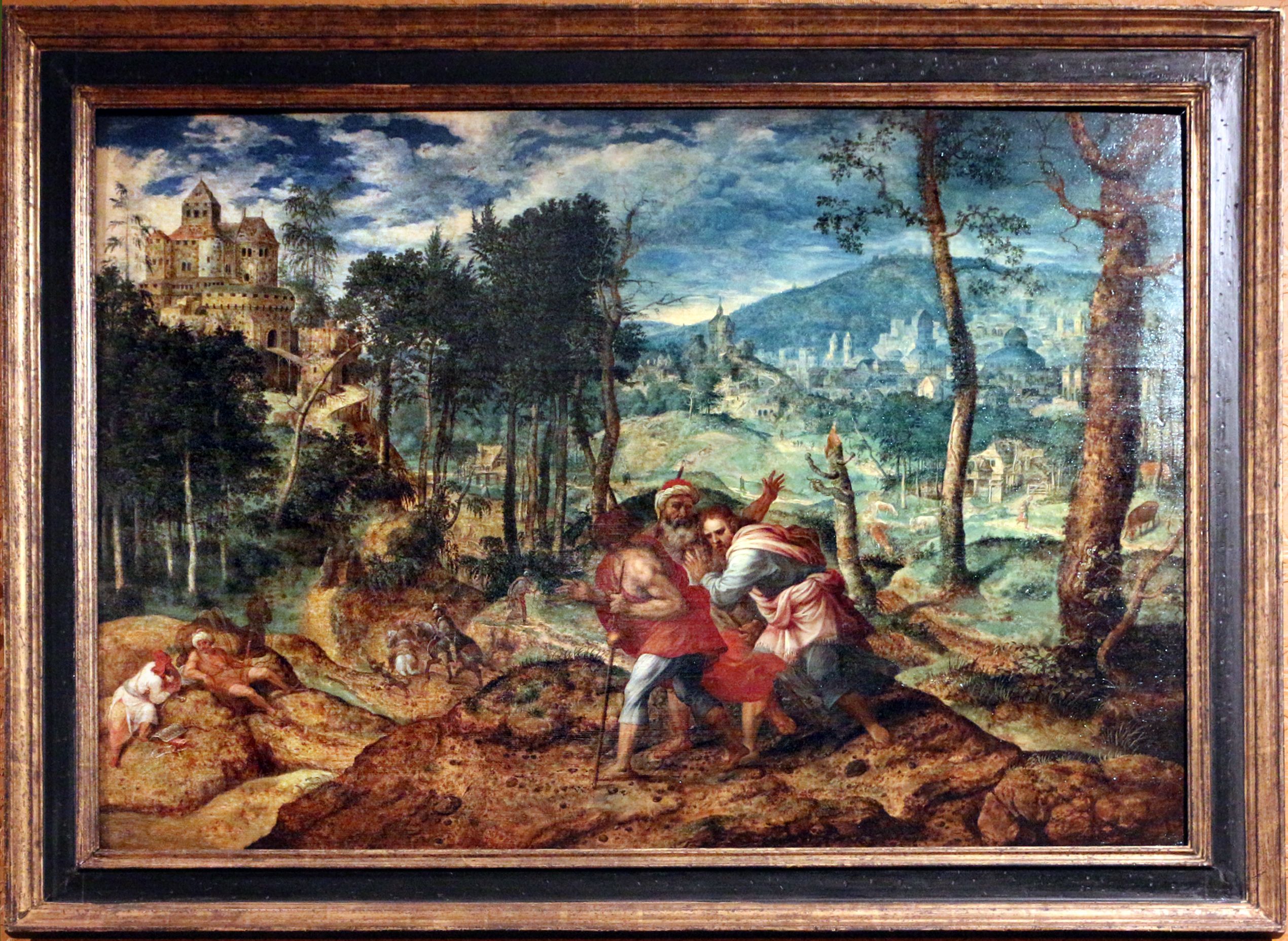
Cristo e i pellegrini di emmaus, asi 1540
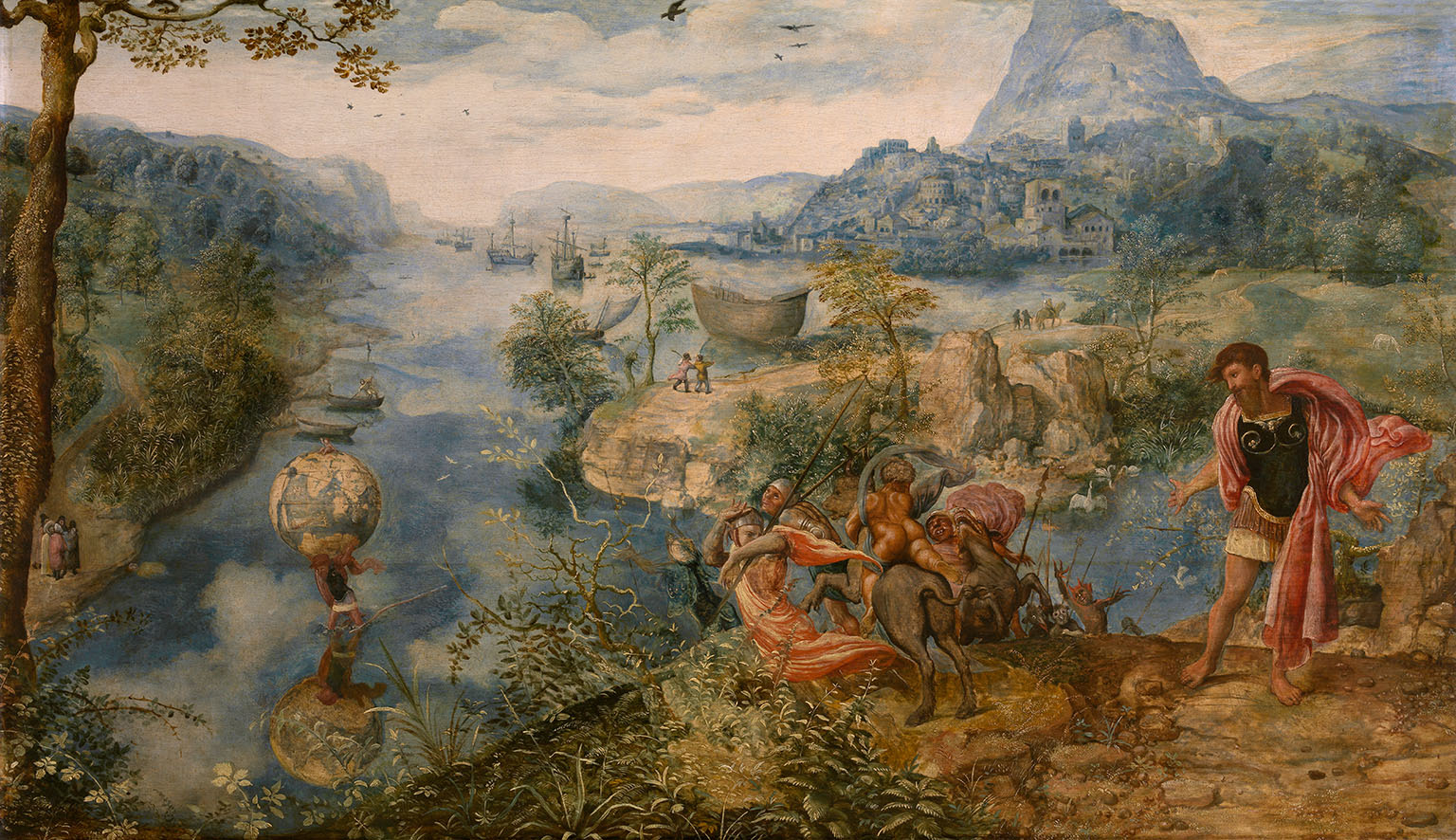
Svatý Kryštof
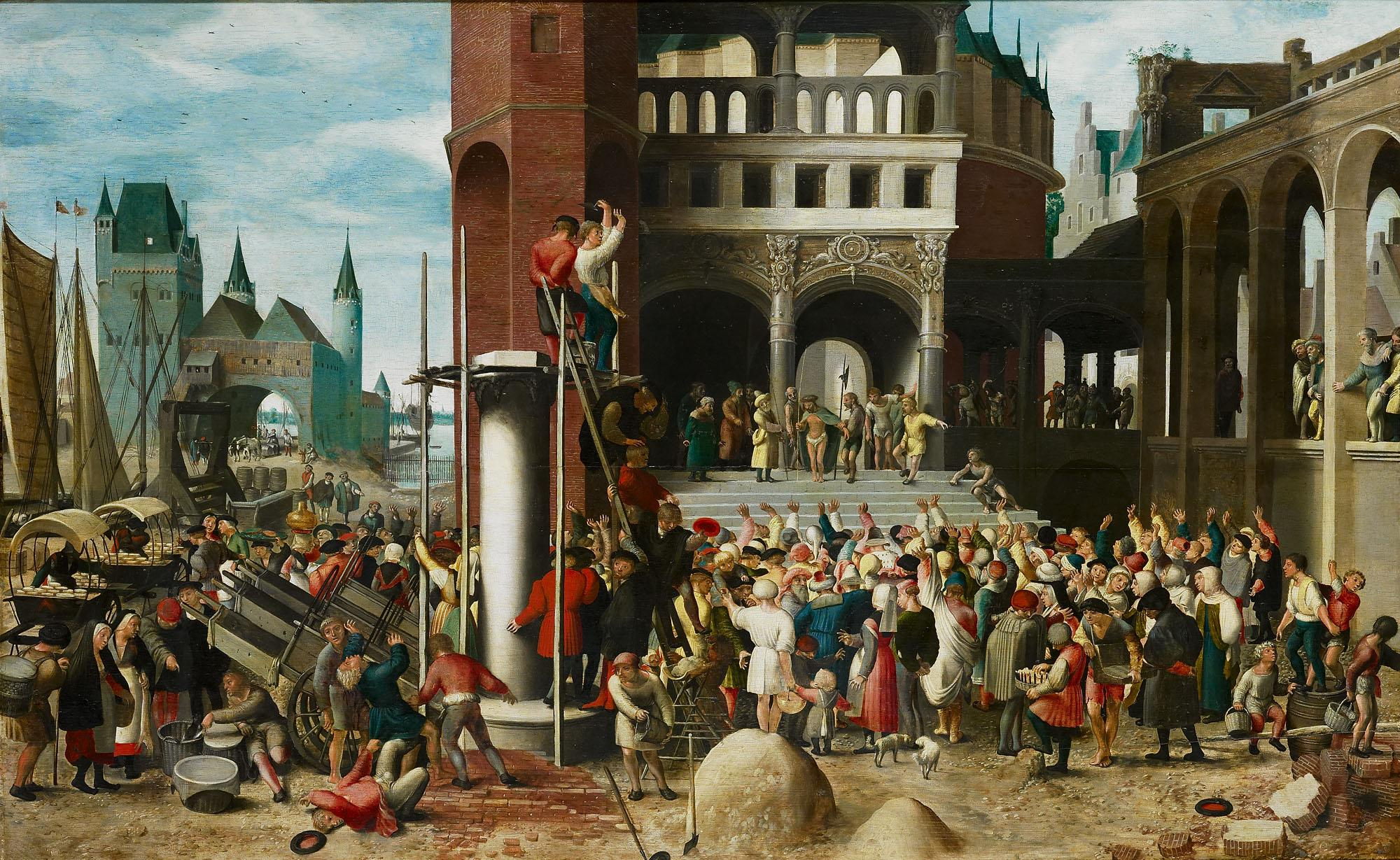
Ecce homo, Brunswický Monogramista?